# Bill Schuffenhauer
Bill Schuffenhauer (Salt Lake City, 24 giugno 1973) è un bobbista statunitense.

## Biografia
Ai XIX Giochi olimpici invernali (edizione disputatasi nel 2002 a Salt Lake City, Stati Uniti d'America) vinse la medaglia d'argento nel Bob a 4 con i connazionali Todd Hays, Garrett Hines e Randy Jones partecipando per la nazionale statunitense, superati da quella tedesca a cui andò la medaglia d'oro. 
Il tempo totalizzato fu di 3:07,81, con un breve distacco dalla prima classificata: 3:07,51.
Inoltre ai campionati mondiali vinse alcune medaglie:
- nel 2003, argento nel bob a quattro con Todd Hays, Randy Jones e Garrett Hines
- nel 2004, bronzo nel bob a quattro con Steve Mesler, Pavle Jovanovic e Todd Hays[3]